# Who's Gonna Ride Your Wild Horses
"Who's Gonna Ride Your Wild Horses" é uma canção da banda irlandesa de rock U2. É a quinta faixa como também o quinto single do álbum Achtung Baby, sendo lançado como single em 10 de novembro de 1992.

## Faixas
| 7" vinil |                                                                |         |  |
| N.º      | Título                                                         | Duração |  |
| 1.       | "Who's Gonna Ride Your Wild Horses" (Versão do The Temple Bar) | 3:54    |  |
| 2.       | "Paint It Black"                                               | 3:22    |  |

| Fita cassete |                                                                |         |  |
| N.º          | Título                                                         | Duração |  |
| 1.           | "Who's Gonna Ride Your Wild Horses" (Versão do The Temple Bar) | 3:54    |  |
| 2.           | "Paint It Black"                                               | 3:22    |  |
| 3.           | "Fortunate Son"                                                | 2:39    |  |

| 12" vinil e CD single |                                                                |         |  |
| N.º                   | Título                                                         | Duração |  |
| 1.                    | "Who's Gonna Ride Your Wild Horses" (Versão do The Temple Bar) | 3:54    |  |
| 2.                    | "Paint It Black"                                               | 3:22    |  |
| 3.                    | "Fortunate Son"                                                | 2:39    |  |
| 4.                    | "Who's Gonna Ride Your Wild Horses" (The Temple Bar remix)     | 4:49    |  |

| CD single (UK, França e Austrália) |                                                                |         |  |
| N.º                                | Título                                                         | Duração |  |
| 1.                                 | "Who's Gonna Ride Your Wild Horses" (Versão do The Temple Bar) | 3:54    |  |
| 2.                                 | "Paint It Black"                                               | 3:22    |  |
| 3.                                 | "Salomé" (Zooromancer remix)                                   | 8:02    |  |
| 4.                                 | "Can't Help Falling in Love" (Triple Peaks remix)              | 4:34    |  |

## Paradas musicais
| Paradas (1992)              | Melhor Posição |
| --------------------------- | -------------- |
| Austrália ARIA Chart        | 9              |
| Áustria Singles Chart       | 20             |
| Canadá RPM Top 100          | 5              |
| Países Baixos MegaCharts    | 14             |
| Irlanda Singles Chart       | 4              |
| Nova Zelândia Singles Chart | 13             |
| Noruega Singles Chart       | 10             |

| Paradas (1992)         | Melhor Posição |
| ---------------------- | -------------- |
| Suécia Singles Chart   | 19             |
| Suíça Singles Chart    | 5              |
| UK Singles Chart       | 14             |
| Billboard Hot 100      | 35             |
| Mainstream Rock Tracks | 2              |
| Modern Rock Tracks     | 7              |
| Top 40 Mainstream      | 28             |